# Aller
Die Aller (Al) ist ein 260 km langer, südöstlicher und rechter Nebenfluss der Weser in Sachsen-Anhalt und Niedersachsen (Deutschland).
An der Mündung der Aller in die Weser bei Verden ist sie mit einer mittleren Wasserführung von 120 m³/s nicht nur deren größter Nebenfluss, sondern zugleich der größte nicht ins Meer mündende Fluss Norddeutschlands. Ihr unterer Teil, die 115,8 km lange (Fließstrecke) Unteraller, ist als Bundeswasserstraße ausgewiesen. Während der Allerregulierung in den 1960er Jahren wurde der Fluss weitgehend ausgebaut und an einigen Stellen begradigt sowie größtenteils zum Hochwasserschutz eingedeicht.

## Namensdeutung
Für die Erklärung des 781 als Alera, 803 als Elera, 1096 als Alara überlieferten Flussnamens gibt es drei Möglichkeiten:
1. Deutung als Verkürzung von *Eleraha, wobei *Eler auf Urgermanisch *olisa oder Altslawisch olsa (poln.: olsza) für Erle zurückzuführen wäre und aha (sprich: „Acha“) einem in Flussnamen häufigen alten Wort für Wasser entspricht (vgl. lateinisch aqua). Der Baumname ist vom Niederdeutschen als Eller übernommen worden, was dem Wort Aller sehr nahekommt. Aller würde also so viel wie „Erlenwasser“ bedeuten, was sich daraus herleiten könnte, dass der Flusslauf großteils mit Erlen bewachsen war, einer Baumart, die bevorzugt auf nassen Standorten wächst.
2. In Hans Krahes System der alteuropäischen Hydronymie stellt der alte Name der Aller als Alara ein Beispiel für eine Reihe von Flussnamen mit der Wurzel al- dar, die über einen großen Teil Europas verbreitet sind und Krahe zufolge alle auf eine indoeuropäische Wurzel *el-/*ol- mit der Bedeutung fließen zurückgehen. Urverwandt wären beispielsweise Alle, Alster, Iller, Elz oder Ilmenau. Krahes Hypothese wird allerdings in der Sprachwissenschaft kontrovers diskutiert. Modifiziert übernahm Theo Vennemann Krahes Modell in der Theorie der vaskonischen Sprache.
3. Gemäß dem Namensforscher Albrecht Greule liegt hier ein germ. *al- mit r-Ablautung vor, womit Flussnamen gebildet wurden, die sich auf ein anschwellendes Gewässer beziehen.[10]

## Verlauf

### Oberaller

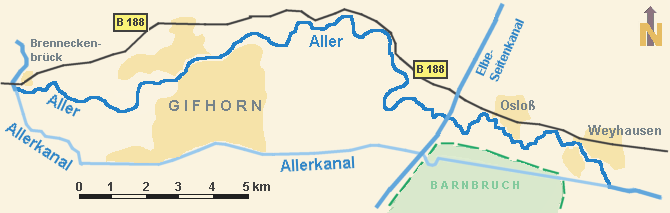
Abschnitt der oberen Aller bei Gifhorn mit Allerkanal, einer der verbliebenen Flussbereiche mit engen Mäandern

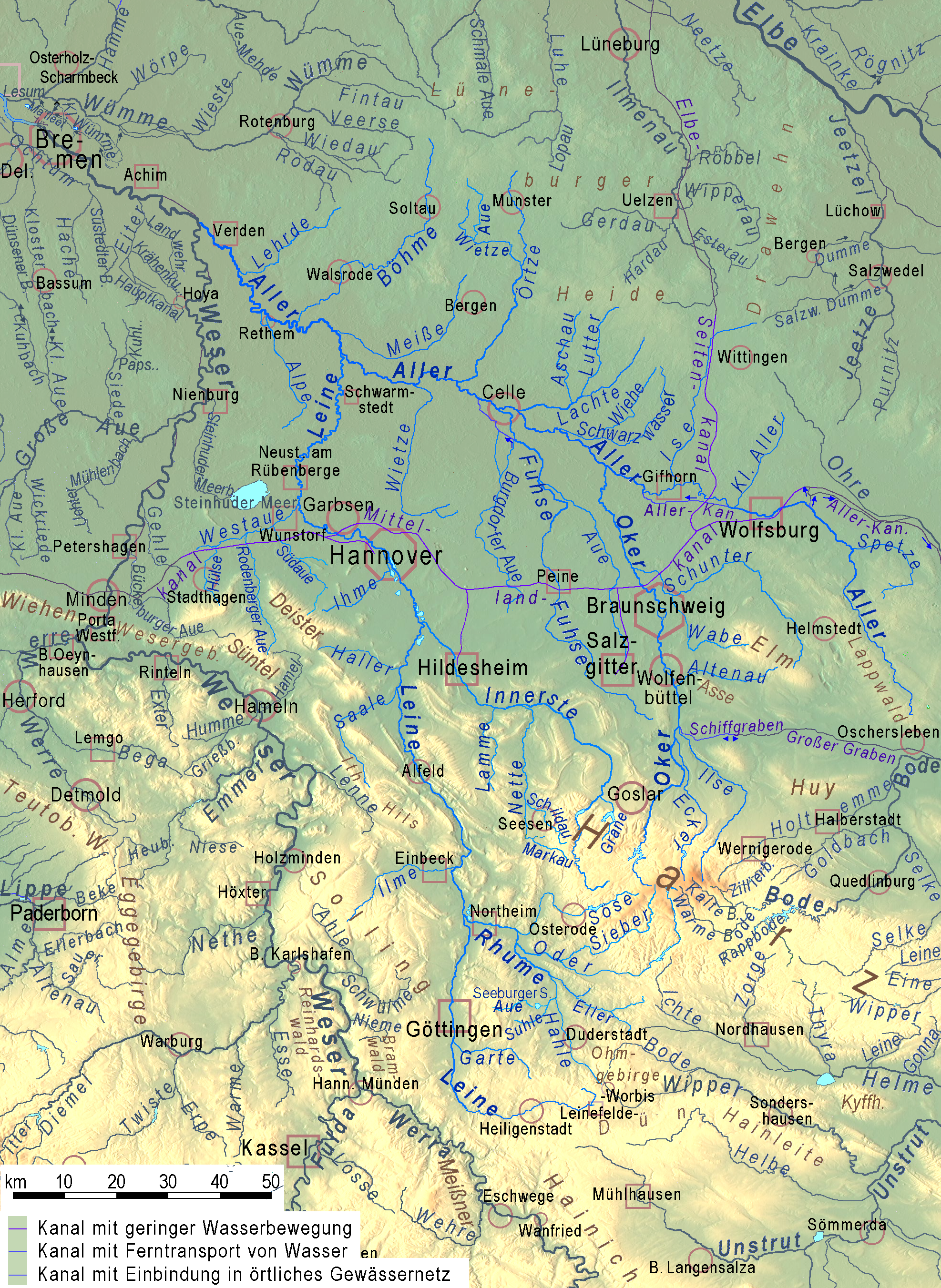
Flüsse im Flusssystem der Aller blau, außerhalb blaugrau

Die Aller entspringt in Sachsen-Anhalt im westlichen Randbereich der Magdeburger Börde zum Börde-Hügelland aus mehreren Quellbächen, die sich an der Nordostseite des Hohen Holzes westlich der Druxberger Hügelkette bei Eggenstedt und Gehringsdorf sammeln.
Sie fließt zunächst im Oberallergraben als kanalartig ausgebauter Bach durch hügeliges, intensiv bewirtschaftetes Ackerland in nordwestlicher Richtung. Der Fluss passiert die Orte Eilsleben und Wefensleben und nimmt dann bei Belsdorf den Ablauf des Seelschen Bruches auf.
Bei Alleringersleben hat das Fließgewässer die A2 unterquert und tritt zwischen den Flechtinger Höhenzug im Osten und den Lappwald mit seinen Ausläufern im Westen.
Nach etwa 60 Flusskilometern erreicht sie bei Oebisfelde den Südrand des Drömlings und damit das Urstromtal, dem sie bis zur Mündung folgt. Jenseits der Landesgrenze zu Niedersachsen knickt die Aller daher bei Grafhorst nach Westen ab. Hier liegt das Geländeniveau bei 55 m. Bis zur etwa 150 km entfernten Mündung verliert die Aller nur 40 m an Höhe, so dass sie ab hier deutlich langsamer durch eine nunmehr breite, als Grünland genutzte Aue fließt. Sie hat ab Wolfsburg eine generell westnordwestliche Richtung.
In Wolfsburg unterquert die Aller bei Wendschott den Mittellandkanal in einem Düker, durchquert den Allerpark und passiert den Allersee.

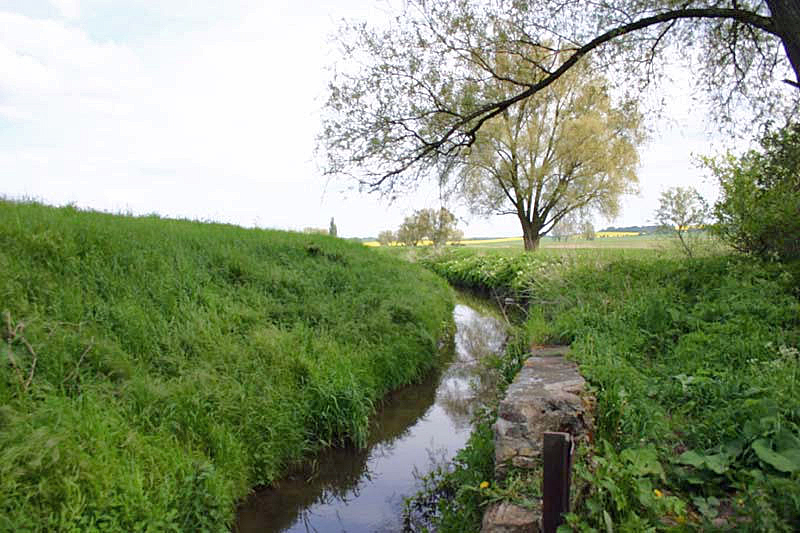
Die Aller bei Wefensleben
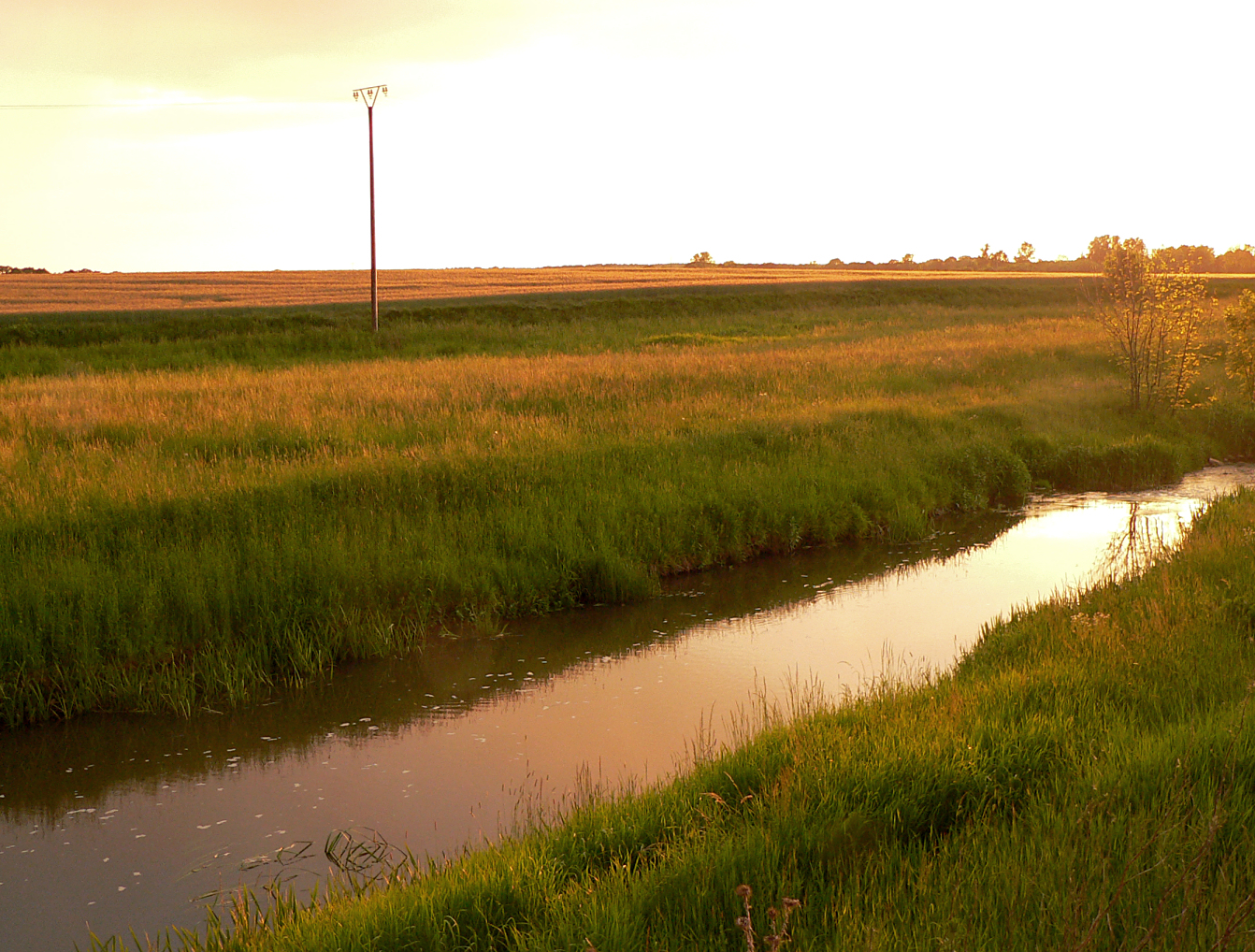
Aller bei Oebisfelde
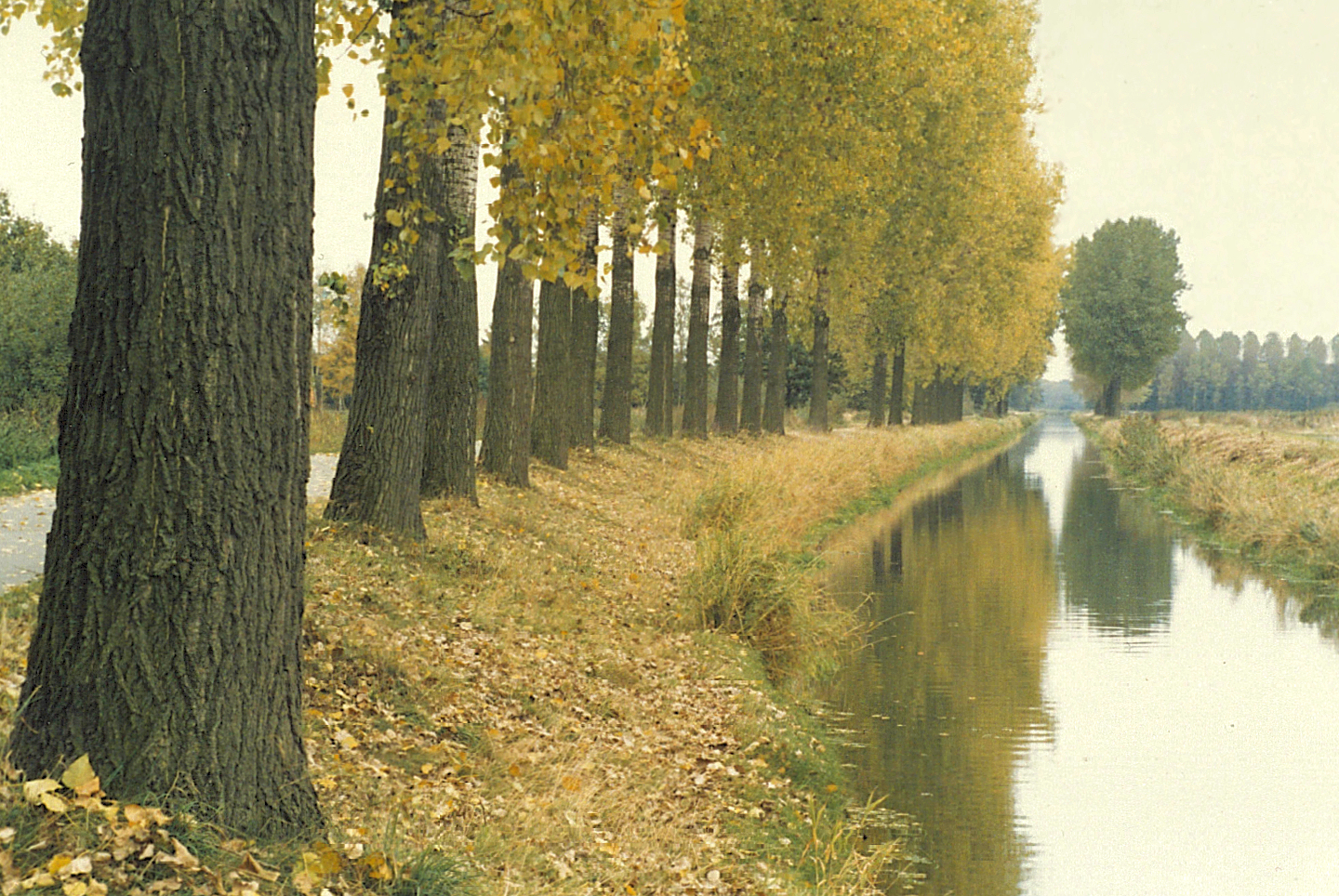
Kanalisierte Oberaller im Drömling bei Wolfsburg-Vorsfelde
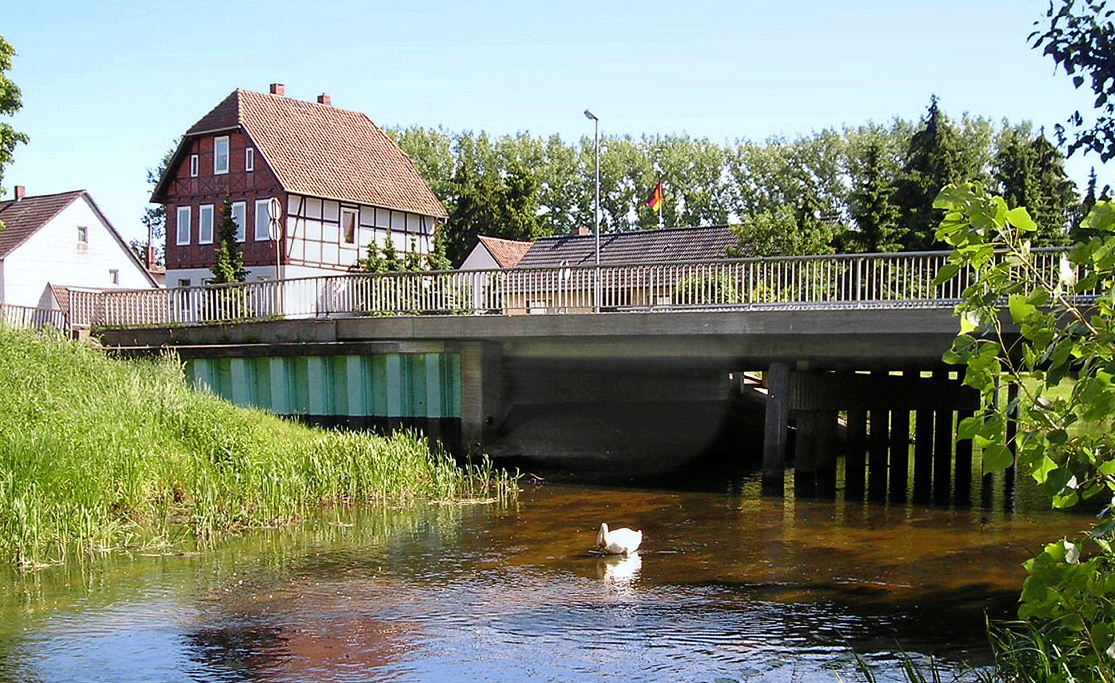
Allerbrücke in Vorsfelde

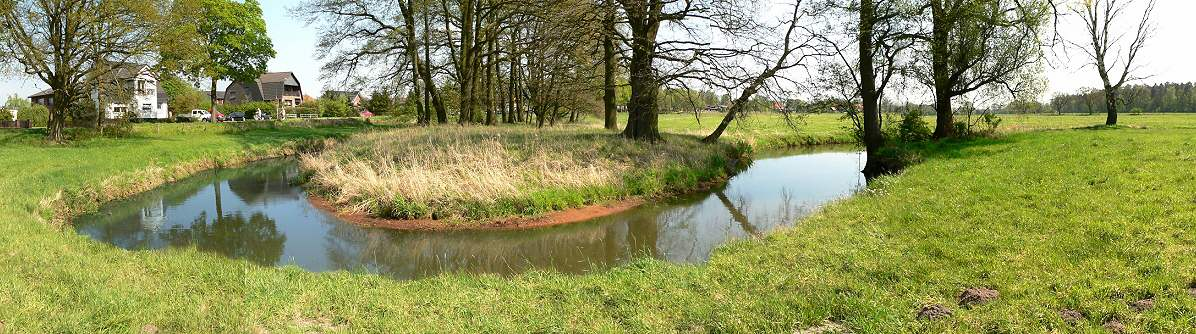
Flussschleife der Oberaller in Dannenbüttel

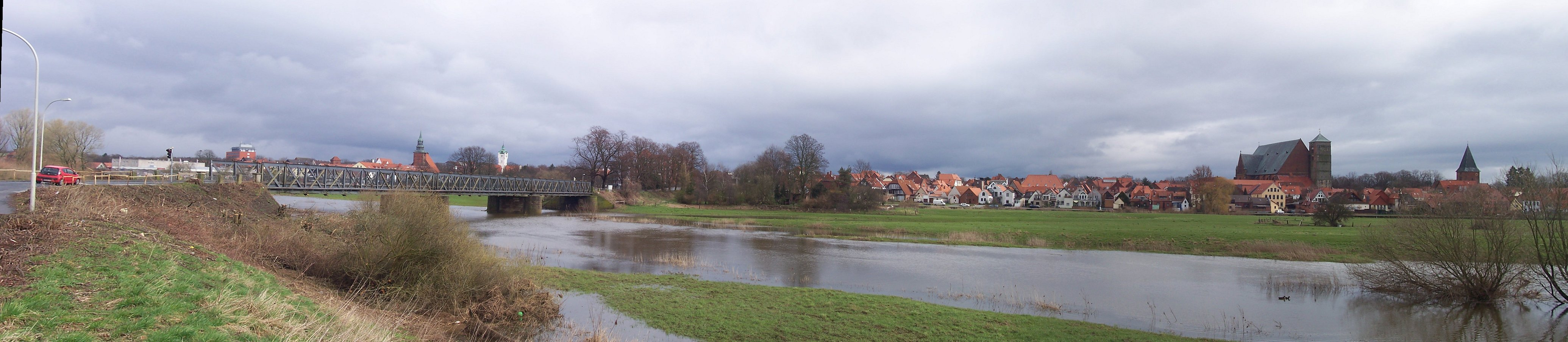
Hochwasser der Alten Aller bei Verden

Südlich von Weyhausen zweigt von der Aller der 1860 bis 1863 erbaute und etwa 15 km lange Allerkanal ab. Er sollte die damals gefürchteten und langandauernden Hochwasser schneller ableiten. Der Kanal verläuft bis zur Rückleitung westlich von Gifhorn einige Kilometer südlich der Aller durch den Barnbruch und an Gifhorn vorbei, während die Aller durch die Stadt fließt. In diesem knapp 30 km langen Abschnitt parallel zum Allerkanal kann der Fluss noch in seinem natürlichen Flussbett mäandrieren. Östlich von Gifhorn bei Osloß wird die Aller vom Elbe-Seitenkanal in einer Trogbrücke überquert. Westlich der Stadt mündet bei Müden als erster großer Nebenfluss die etwas wasserreichere Oker ein.

### Mittelaller
Zwischen der Okermündung und Celle wird die Aller in einem etwa 30 km langen Abschnitt als Mittelaller bezeichnet. Wenig oberhalb von Celle fließt sie an Wienhausen und seinem Kloster vorbei. In Celle ist sie zur Energiegewinnung gestaut und durchquert hier mit ihren Seitenarmen, dem Magnusgraben und dem Stadtgraben, die Parkanlage Französischer Garten, die Altstadt und das Schloss.

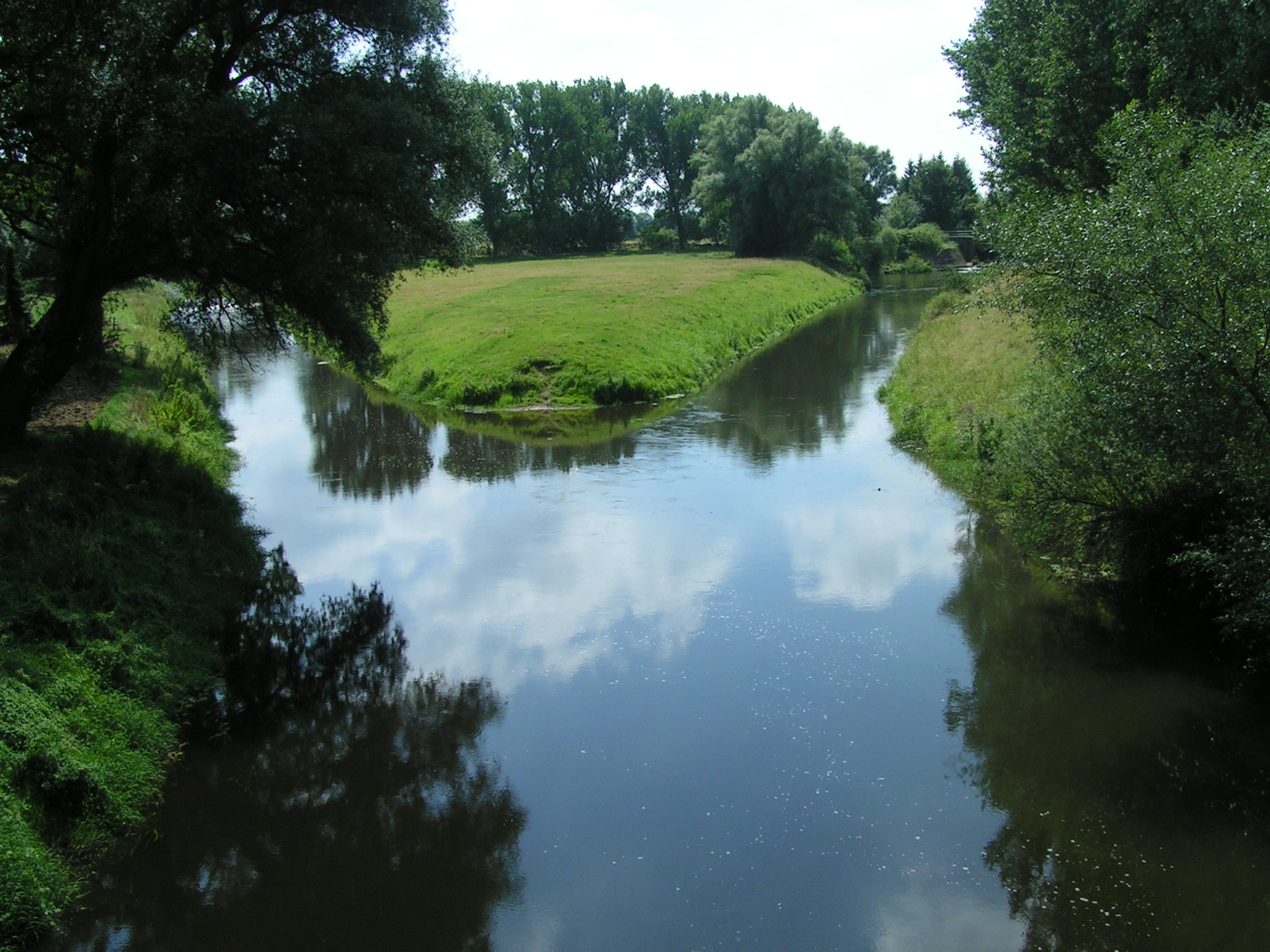
Beginn der Mittelaller an der Mündung der Oker (rechts) in die Aller bei Müden
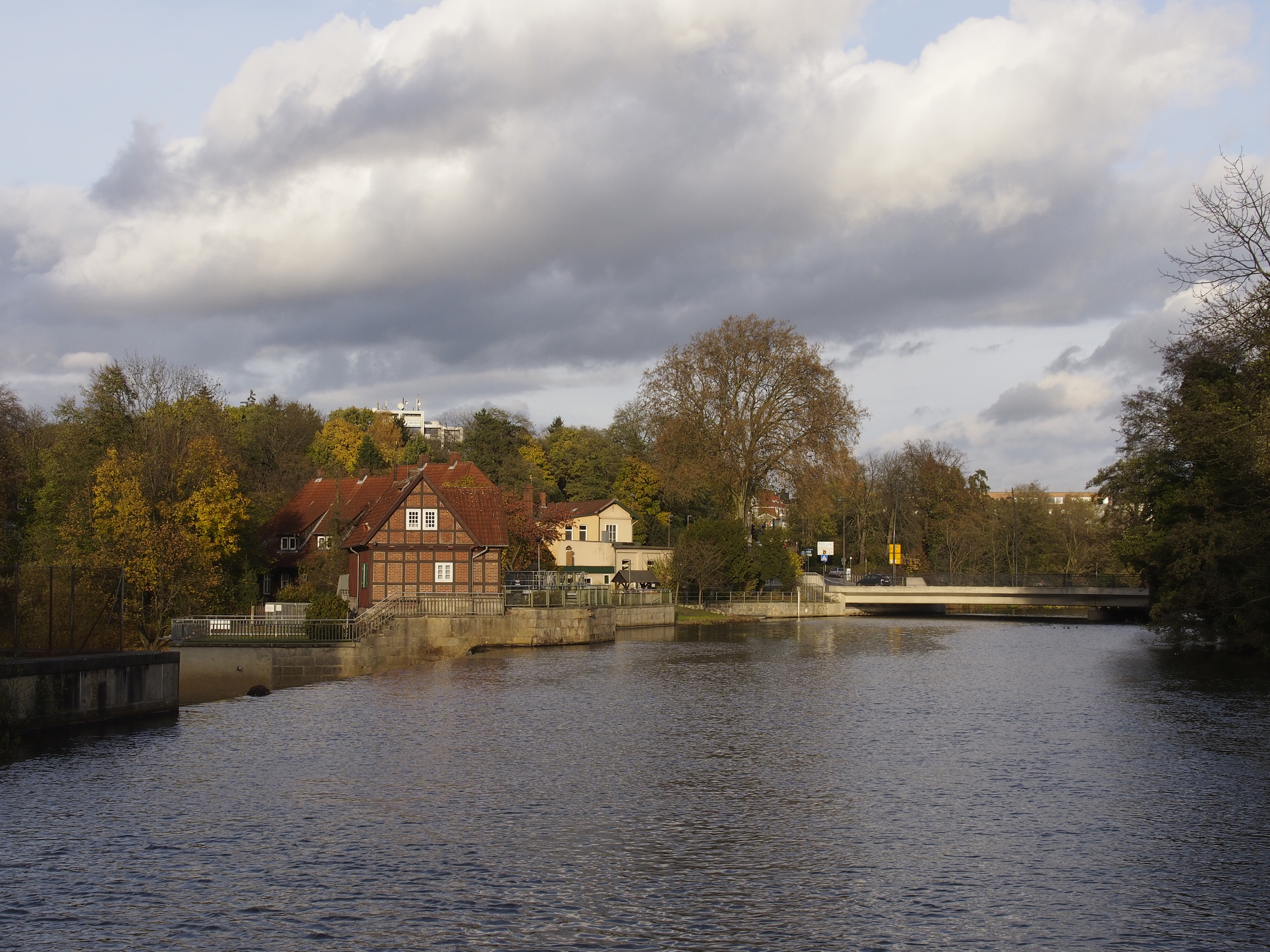
Das Allerwehr in Celle mit Brücke der Bundesstr. 3

### Unteraller
Der letzte, 112,1 km lange (Schifffahrtsstrecke, verkürzt durch Schleusenkanäle) Abschnitt unterhalb von Celle ist schiffbar (Bundeswasserstraße). Größere Orte sind zunächst Winsen, oberhalb dessen von rechts die Örtze mündet, und Wietze. Bei Eickeloh führt eine Gierseilfähre über die Aller. Dort mündet von links die Leine, wie schon die Oker etwas wasserreicher als die Aller, jedoch mit kleinerem Einzugsgebiet und nicht länger als der Fließweg von der Okerquelle bis zur Leinemündung. Danach passiert der Fluss Ahlden. Von Eilte (Teil von Ahlden) bis Hülsen hat sie mehrere ausgeprägte Mäander; dass die Krümmungen hier nicht so eng sind wie oberhalb der Okermündung, ist kein Ausdruck einer Begradigung, sondern physikalische Folge der wesentlich größeren Abflussmenge. Die Mäander bilden zwei Gruppen. In der ersten Gruppe von Eilte bis Frankenfeld ist am eindrucksvollsten die Schleife, in deren Prallhang von rechts die Böhme mündet, die Schleife umschließt auf dem linken Ufer eine anderthalb Kilometer lange, aber an der engsten Stelle mit dem Dorf Bosse nur 160 m breite Landzunge. Es folgt auf dem linken Ufer die kleine Stadt Rethem. Die Allerschleifen zwischen Wohlendorf und Hülsen sind seit 2004 Naturschutzgebiet. Schließlich mündet die Aller rund 4 Kilometer nordwestlich von Verden, beim Ortsteil Eissel, in die Weser. Davor gibt es eine Alte Aller als ehemaligen linken Parallellauf gegenüber Verden, danach eine weitere Alte Aller rechts des Langwedeler Schleusenkanals zur früheren, weiter flussabwärts gelegenen Allermündung.

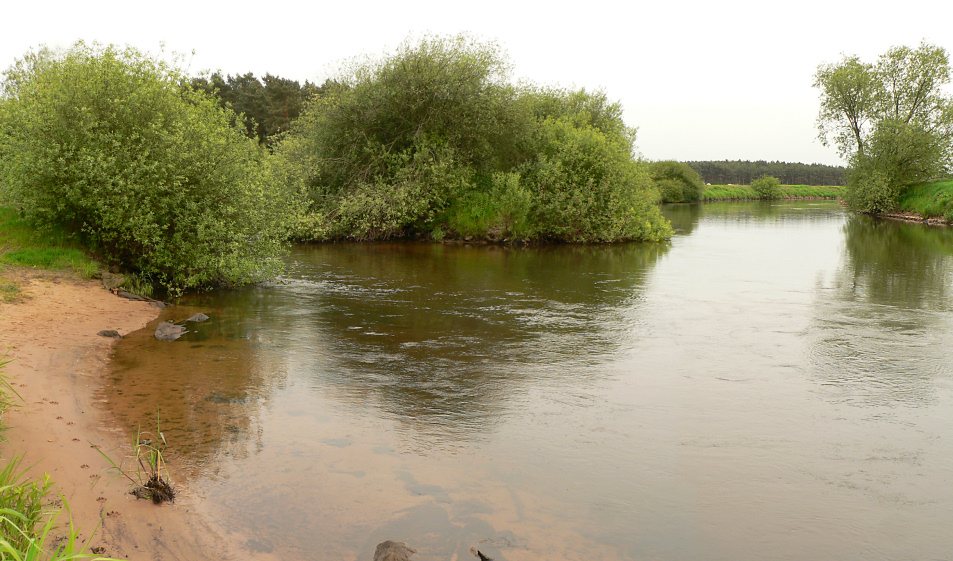
Mündung der Örtze (links) in die Unteraller bei Winsen (Aller)
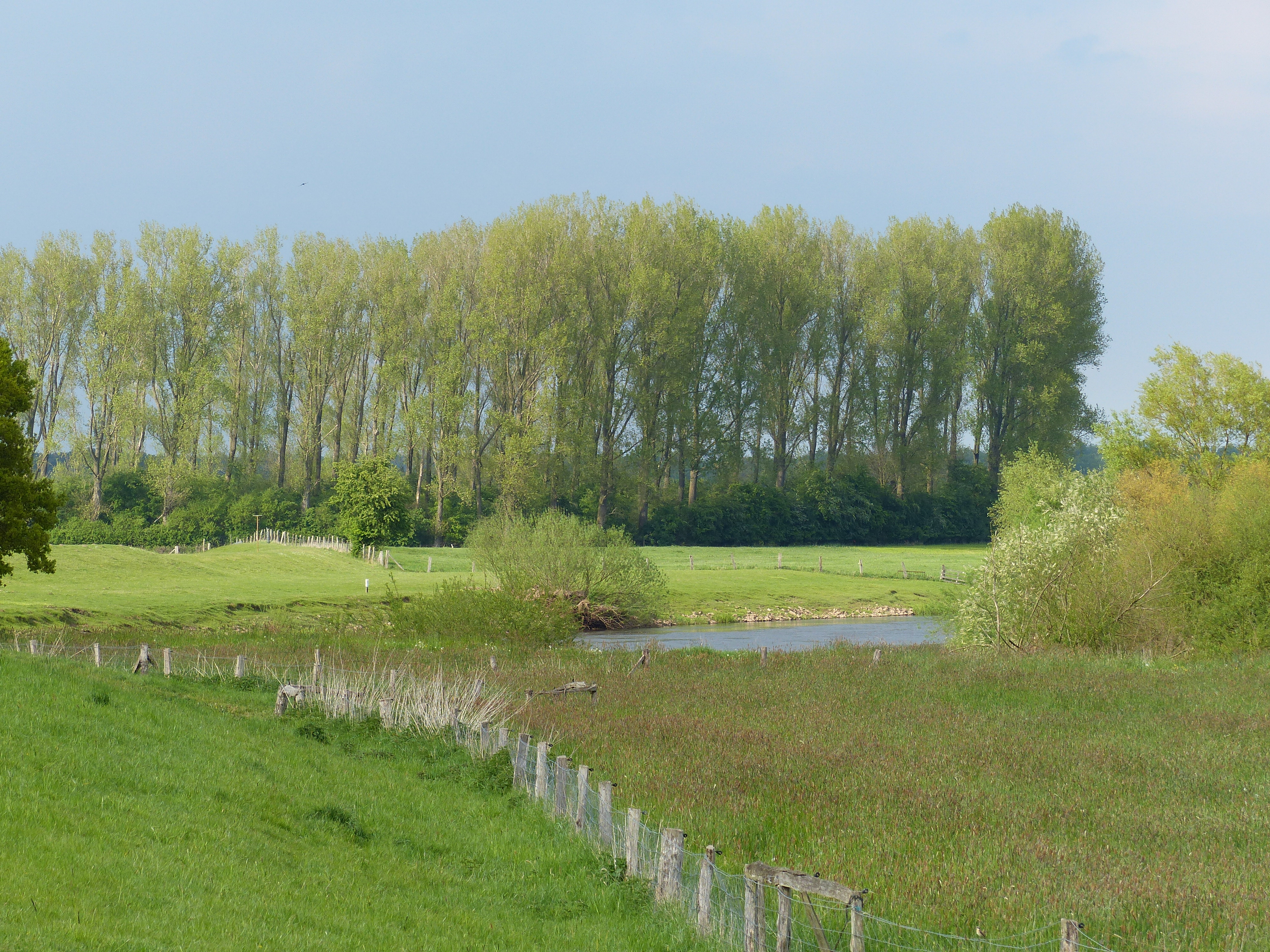
Allerschleife Bosse, zuführender Bogen, Sicht von der Landenge in Richtung Kopf
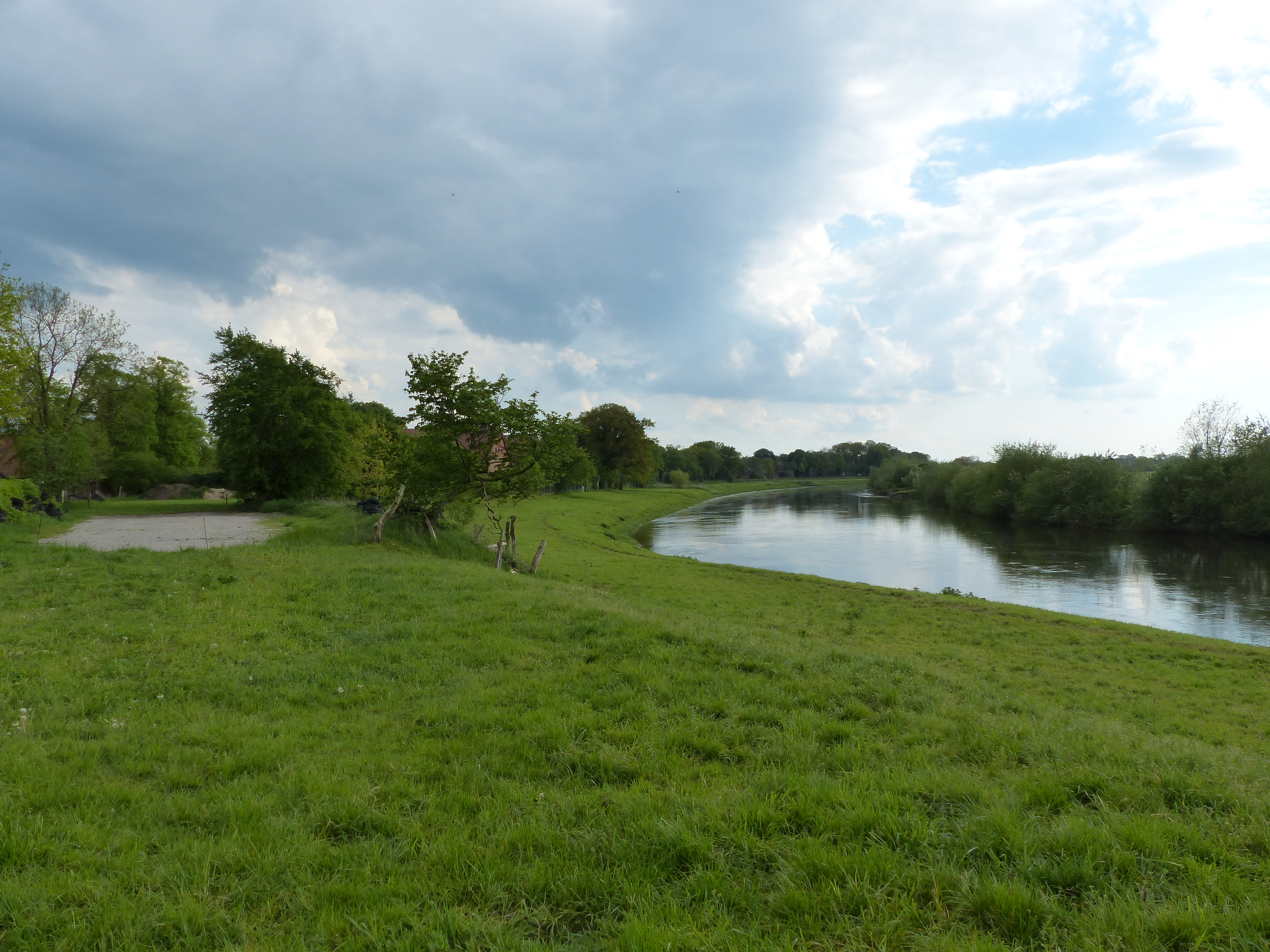
… und abführender Bogen, Sicht von der Landenge flussabwärts

## Aller-Urstromtal

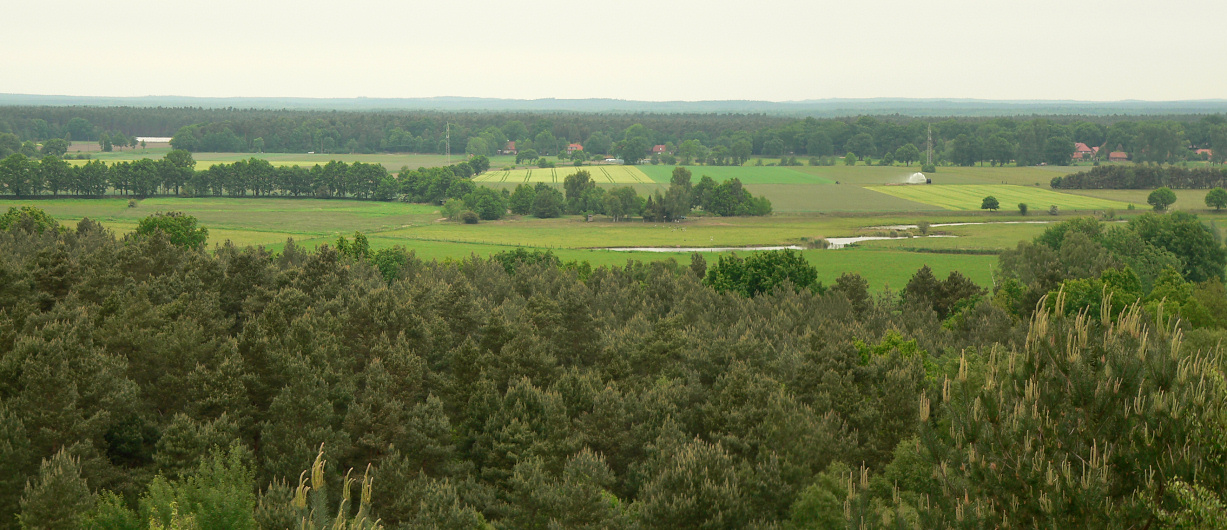
Allertal bei Wietze, im Hintergrund Erhebungen der Lüneburger Heide

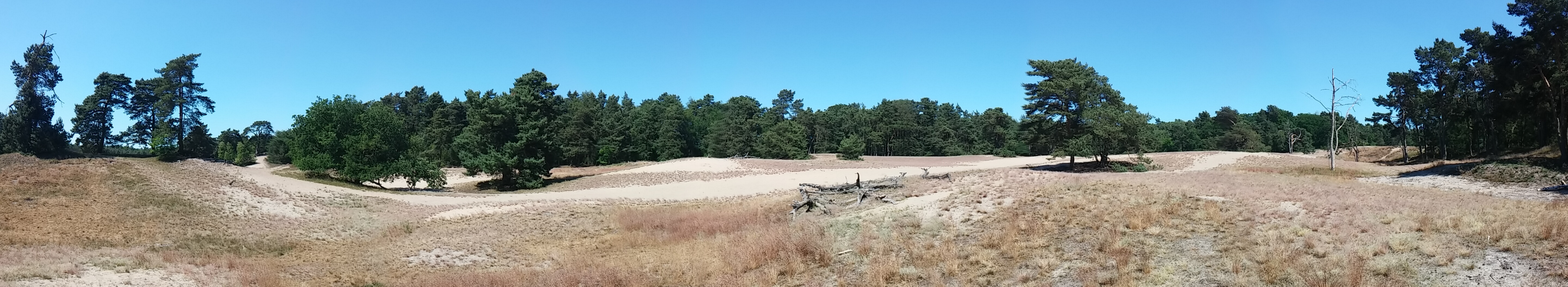
Verdener Dünen am nördlichen Rand des Aller-Urstromtals

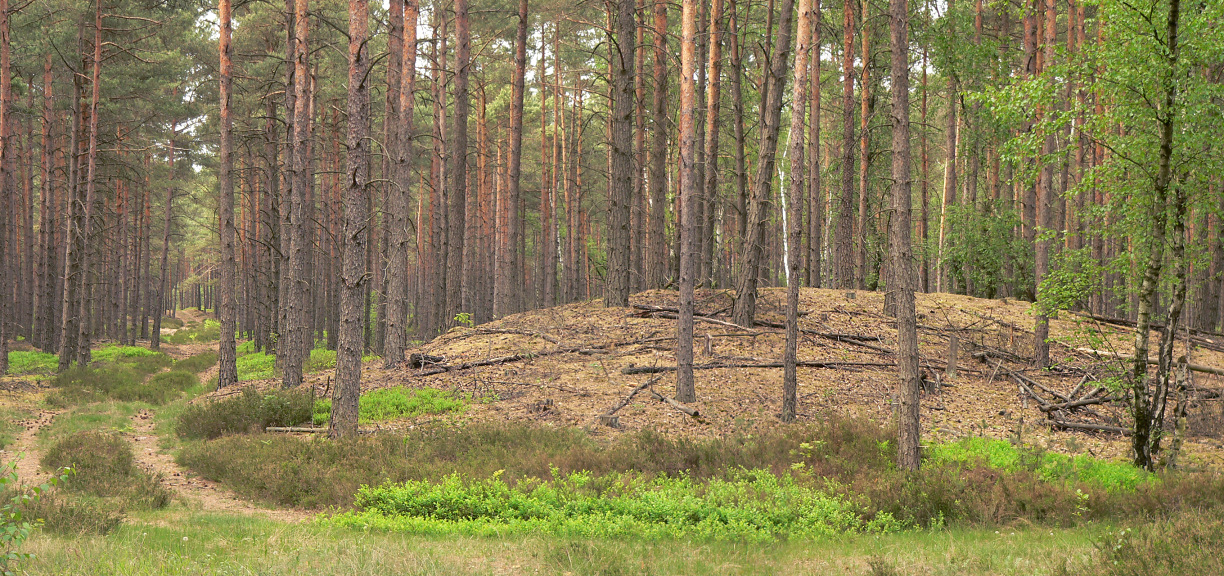
Binnendüne bei Winsen (Aller)

Oberhalb von Wolfsburg tritt die Aller in die eiszeitliche Abflussrinne des Aller-Urstromtals als Teil des Breslau-Magdeburg-Bremer Urstromtals ein. Das durchschnittlich 20 km breite Tal entstand während der vorletzten Eiszeit, der Saaleeiszeit vor rund 200.000 Jahren. Darin flossen Schmelzwässer in die Nordsee. Die heutige Flussaue ist in das kilometerbreite Urstromtal mit seinen vielen ehemaligen verflochtenen Strömungsrinnen nur wenig eingesenkt. Innerhalb dieser Aue änderten sich früher die Mäander mit jedem Hochwasser. Heute befinden sich zahlreiche trockenliegende Altarme, Totarme und Restarme in der Flussaue (z. B. die Alte Aller). In der letzten Kaltzeit, der Weichselkaltzeit, wurde nördlich der Aue ein flussparalleler breiter Saum von Binnendünen aufgeweht.
Die Flussaue der Allerniederung zwischen Celle und Verden wird heute hauptsächlich als Grünland genutzt. Die feuchten, grundwassernahen Niederungen der Aller und der einmündenden Nebengewässer mit ihren Altarmen, Kolken, Baumgruppen und Buschreihen weisen eine artenreiche Flora und Fauna auf. Durch Aufschotterung infolge des nacheiszeitlichen Meeresanstieges und durch den stauenden Dünenwall bildeten sich abseits der Flussläufe Brüche und Moore. Im unteren Bereich wird auf Lehmböden auch Ackerbau betrieben. Im Oberlauf werden auf Sandböden vielfach Kiefernforste bewirtschaftet.
Erhaltene Mäander gibt es auf Fluss-km 181 bis 151 bei Gifhorn (Fließweg 30 km, Luftlinie mit Knick 18,45 km, ohne Knick 17,65 km, Verhältnis 1,7 : 1) und auf Fluss-km 49,5 bis 23,5 vor und hinter Rethem (Fließweg 26 km, Luftlinie 12 km, Verhältnis 2,2 : 1).
Das Weser-Aller-Flachland gehört zu einer Haupteinheitengruppe der naturräumlichen Großregionen Deutschlands (Gruppe 62 bzw. D31).

## Zuflüsse

### Die größten Zuflüsse
Die Aller hat drei Nebenflüsse von über 100 km Länge, alle drei von links. Dies sind bei Müden (Aller) die Oker, in Celle die Fuhse und bei Schwarmstedt die Leine.
- Die Oker ist länger und wasserreicher als die Aller oberhalb ihrer Mündung, also hydrologisch der eigentliche Oberlauf der Aller.
- Die Fuhse bringt nur Wasser aus dem Harzvorland, keines aus dem Harz selber.
- Die Leine ist mit 280 km Länge der drittlängste Fluss im Flusssystem der Weser, hydrologisch betrachtet nach den Flussläufen Werra-Weser (751 km) und Oker-Aller-Weser (460 km), namentlich betrachtet nach der Weser selber und der Werra (299,6 km). Ihr Einzugsgebiet von 6.517 km² ist größer als das der Werra (5.497 km²).

Die anderen Nebenflüsse entwässern vor allem Teile der Lüneburger Heide.

### Zuflüsse oberhalb der Oker
Reihenfolge flussabwärts, Zuflüsse des Allerkanals sind danach eingereiht, wie sie vor dessen Anlage mündeten:
- li.: Salzbach aus Morsleben
- re.: Bartenslebener Hauptgraben
- li.: Brunnentalbach aus Bad Helmstedt
- li.: Riole aus dem Lappwald
- li.: Graslebener Mühlengraben
- re.: Schölecke
- re.: Lohne
- re.: Spetze
- li.: Lapau
- re.: Mittlerer Drömlingsgraben
- li.: Katharinenbach
- re.: Vorderer Drömlingsgraben
- li.: Steekgraben mit Hehlinger Bach
- re.: Wipperaller
- li.: Hasselbach
- re.: Kleine Aller
- li. in den Allerkanal: Kronriede
- re.: Beverbach
- re.: Springriede
- re.: Maschgartenbach
- li.: Clausmoorgraben
- re.: Triangeler Moorkanal
- re.: Platendorfer Moorgraben
- li. in den Allerkanal: Mühlenriede (alter Unterlauf bis zur Aller: Barnbruchsgraben)
- re.: Ise
- li. in den Allerkanal: Hehlenriede
- li. durch die Alte Hehlenriede in den Allerkanal: Vollbütteler Riede und Rötgesbütteler Riede
- li. in den Allerkanal: Viehmoorgraben
- li. Wittesmoorgraben

### Zuflüsse zwischen Oker und Leine
- re. vor Wienhausen das Schwarzwasser
- re. zw. Lachtehausen und Celle die Lachte
- li. in Celle die Fuhse
- li. in den Fuhsekanal die Burgdorfer Aue
- re. bei Winsen (Aller) die Örtze
- li. in Wietze die Wietze

### Zuflüsse unterhalb der Leine
- re. bei Hodenhagen die Meiße
- re. in Böhme die Böhme
- li. in Rethem die Alpe, deren Hauptmündung durch einen Umfluter in die der
  - Wölpe verlegt wurde
- li. in Rethem-Wüllendorf der Schipsegraben[12]
- re. vor Kirchlinteln-Hohenaverbergen die Lehrde,
- re. in Verden-Eitze der Gohbach
- li. in Verden die Wätern (ab Wahnebergen als Alte Aller)
- re. 2 km vor der Allermündung bei Verden-Dauelsen der Halsebach.

## Schlösser, Burgen, Klöster

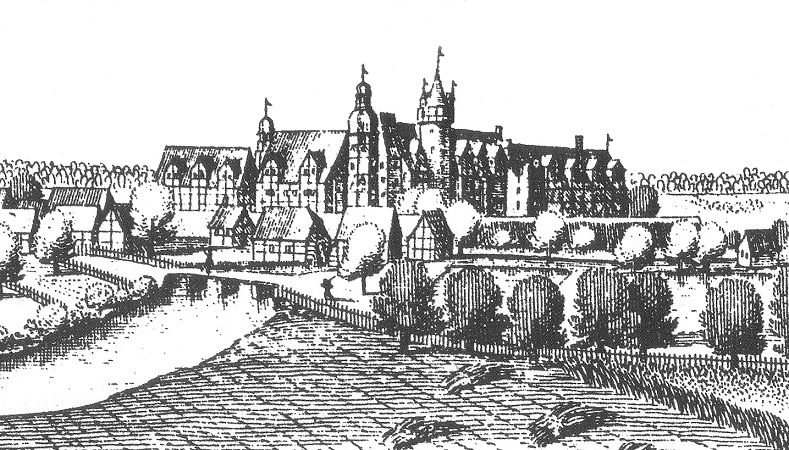
Merian-Kupferstich vom Renaissanceschloss Hodenhagen-Hudemühlen an der Aller, 1654

- Bunkenburg, als Ringwallanlage des 13. Jahrhunderts an der Aller in Ahlden (Aller)
- Burg Bierde bei Bierde
- Burg Blankenburg bei Essel
- Burg Blankenhagen bei Grethem
- Burg Hodenhagen bei Hodenhagen
- Burg Hudemühlen im Hodenhagener Ortsteil Hudemühlen, im 14. Jahrhundert als Burg entstanden, im 16. Jahrhundert zum Renaissanceschloss umgebaut und im 19. Jahrhundert abgerissen
- Burg Oebisfelde, als Niederungsburg vermutlich im 10. Jahrhundert auf einer Sandbank der Aller im Sumpfgebiet des Drömlings erbaut
- Burg Rethem in Rethem (Aller), im 13. Jahrhundert entstanden und Ausbau zur bastionierten Anlage im 17. Jahrhundert
- Dom zu Verden, im 12. Jahrhundert entstanden
- Kloster Wienhausen, ehemals zisterziensisches Kloster aus dem 13. Jahrhundert
- Schloss Bartensleben, als Wasserburg entstanden
- Schloss Ahlden, 1549 als Wasserschloss an der Aller erbaut, in deren Flussbett ab 1618 die Leine floss
- Schloss Celle, entstanden im 10. Jahrhundert als Wehrturm an einer Allerfurt
- Schloss Gifhorn, 1581 fertiggestelltes Schloss mit Festungscharakter
- Uhlenburg bei Essel, als Adelssitz des 14. Jahrhunderts
- Schloss Wolfsburg, als Wohnturm im. 14. Jahrhundert an der Aller zur Wasserburg mit Festungscharakter entwickelt
- Burg Ummendorf errichtet von Friedrich I. von Wettin 1178 zur Grenzsicherung zum heutigen Niedersachsen

## Kultur und Tourismus
Die Aller zählt zu den wenigen – zumindest scheinbar – unberührten größeren Flüsse in Deutschland. Ab Celle bis in den Raum Verden bildet sie mit der Leine das landschaftlich reizvolle Aller-Leine-Tal. Die Aller fließt gemächlich in relativ naturbelassener Umgebung entlang von Wiesen und Wäldern und durch kleinere Dörfer sowie Landstädte. Daher besitzt sie große Bedeutung als Erholungsgebiet für die fast 4 Millionen Menschen der Metropolregion Hannover-Braunschweig-Göttingen-Wolfsburg. Es gibt Bestrebungen, den Tourismus entlang des Flusses naturverträglich auszubauen durch Sanften Tourismus, vor allem im Aller-Leine-Tal. Der rund 250 km lange Aller-Radweg begleitet den Flusslauf meist in größerem Abstand. Weitere Freizeitmöglichkeiten sind Flussfahrten mit Kanu oder Hausboot. Wasserski ist in kleineren Abschnitten im Unterlauf bei Hornbostel und Frankenfeld zeitlich begrenzt erlaubt.

## Gewässerunterhaltung
Für die Unterhaltung der Aller und ihrer wasserbaulichen Anlagen sind mehrere öffentlich-rechtliche Institutionen zuständig. Im Bereich der Oberaller sind dies auf sachsen-anhaltischer Seite der Unterhaltungsverband Aller mit Sitz in Oebisfelde-Weferlingen und auf niedersächsischer Seite der Aller-Ohre-Ise-Verband mit Sitz in Gifhorn. Letzterer entstand am 1. Januar 2023 durch Zusammenschluss des Aller-Ohre-Verbands mit den Unterhaltungsverbänden Oberaller, Ohre und Ise. Die Mittelaller liegt im Gebiet des Unterhaltungsverbands Mittelaller, einem Mitgliedsverband des Gewässer- und Landschaftspflegeverbands Südheide mit Sitz in Celle. Die Unterhaltung der Aller selbst einschließlich ihrer Anlagen obliegt in diesem Abschnitt jedoch dem Niedersächsischen Landesbetrieb für Wasserwirtschaft, Küsten- und Naturschutz (NLWKN). Zuständig ist dessen Betriebsstelle Süd in Braunschweig und Göttingen. Die Unteraller fällt als Bundeswasserstraße in den Zuständigkeitsbereich der Wasserstraßen- und Schifffahrtsverwaltung des Bundes (WSV) und wird vom Wasserstraßen- und Schifffahrtsamt Weser in Verden unterhalten (Außenbezirke Oldau und Verden).

## Hydrologie
Der Fluss ist der wasserreichste Zufluss der Weser. Das Einzugsgebiet der Aller umfasst mit 15.744 km² etwa ein Drittel von jenem der Weser; von deren Einzugsgebiet oberhalb der Allermündung sind es sogar 41,45 %, mehr als Werra und Fulda zusammen und mehr als die Weser von Hann. Münden bis Verden mit einem ihrer beiden Quellflüsse. Der Pegel Rethem unterhalb der Leineeinmündung registriert eine mittlere Wasserführung von 114 m³ in der Sekunde. An der Mündung in die Weser führt die Aller 120 m³/s.
Hydrologisch betrachtet ist der eigentliche Oberlauf der Aller die Oker, nach Längen, Einzugsgebieten und Abflussmengen bis zum Zusammenfluss. Über diesen Fluss und die Leine nimmt die Aller etwa die Hälfte der aus dem Harz abfließenden Wassermenge auf (die andere Hälfte geht über die Saale und ihre Nebenflüsse in die Elbe). Dementsprechend ist sie vor allem durch diese Nebenflüsse häufig Überflutungen ausgesetzt.

### Fließgeschwindigkeit
Die Fließgeschwindigkeit der Aller ist streckenweise gering. Im Oberlauf in Höhe des Drömlings gleicht das Gewässer einem träge fließenden Kanal, streckenweise einem Stillgewässer. Abgesehen von Stauhaltungen ist die mittlere Fließgeschwindigkeit auf das geringe Gefälle zurückzuführen, das in Niedersachsen durchschnittlich nur noch 10–20 cm pro Kilometer (0,1 bis 0,2 ‰) beträgt. Bereits im Oberlauf ist die Strömung gleichmäßig träge. Hier ist der Gewässergrund von einem Sand-Schlamm-Gemisch bedeckt.

### Abwassereinleitungen
Im Oberlauf der Aller von der Quelle bis Müden/Aller wird direkt und über Nebenflüsse das gereinigte Abwasser von etwa einer halben Million Menschen eingeleitet. Zur Reinigung bestehen 40 größere Kläranlagen. Das Abwasser der Stadt Wolfsburg als einziger Großstadt am Flusslauf wird nicht eingeleitet, sondern auf Rieselfeldern verrieselt. Das Volkswagenwerk Wolfsburg nutzt das Flusswasser ebenfalls und leitet Abwasser nach Reinigung in einem eigenen Klärwerk ein. Der chemische Wasserzustand der Aller zeigt, dass die eingeleiteten Abwasser überwiegend zufriedenstellend gereinigt werden.

### Schwermetallbelastung
Die Belastung der Aller mit Schwermetallen resultiert aus dem jahrhundertelang betriebenen Oberharzer Bergbau. Dadurch nehmen die Harzflüsse, wie der Allerzufluss Oker, Schwermetalle aus Abraumhalden auf. Vorwiegend handelt es sich um Cadmium, Zink und Bleiverbindungen, die sich in den Schwebstoffen des Flusses anreichern. Die Stoffe werden durch den Feststofftransport der Oker bis hin zu Aller und Weser geführt, wo sie sich in ruhigen Gewässerzonen als Sedimente absetzen.
1999 wurden Untersuchungen zum Schwermetallgehalt in Schwebstoffen der Aller bei Verden vorgenommen. Sie ergaben, dass die Aller die Weser überproportional mit Blei, Cadmium, Zink und Quecksilber belastet.

### Gewässergüte
Der niedersächsische Gewässergütebericht von 2004 bewertet die chemische Gewässerbelastung der Aller insgesamt als mäßig belastet (Güteklasse II). Bei einzelnen Indikatoren liegt sie bei Güteklasse I (unbelastet bis sehr gering belastet), teilweise aber auch sehr stark verschmutzt (Güteklasse III-IV). Starke Verschmutzungen betreffen vor allem die Belastung mit Nitrat. Die stellenweise Belastung mit Ammonium wird auf unzureichende Wirkung einiger Kläranlagen zurückgeführt. Erhöhte Phosphatwerte wurden im ackerbaulich intensiv genutzten Bereich nahe der Quelle festgestellt. Der Salzgehalt liegt heute unter der kritischen Grenze für die Schädigung von Wasserpflanzen. Seit 1990 ist der Salzgehalt erheblich zurückgegangen, was möglicherweise mit geringeren Einleitungen aus früherem DDR-Gebiet infolge der Wende von 1989 zusammenhängt. Die biologische Wassergüte anhand der Untersuchung des Saprobiensystems hat meist den Zustand unbelastet bis sehr gering belastet. Kritisch belastet ist nur der Bereich um Wolfsburg, wofür Faulschlammablagerungen im Fluss verantwortlich sind.
Schattenschutz durch Wälder besteht (außer entlang des Allerkanals im Landkreis Gifhorn) kaum, so dass direkte Sonneneinstrahlung die Ausbreitung von Wasserpflanzen fördert. Auch erwärmt sich das Flusswasser ohne schattenspendende Gehölze im Sommer stark.

### Überschwemmungen und historischer Hochwasserschutz

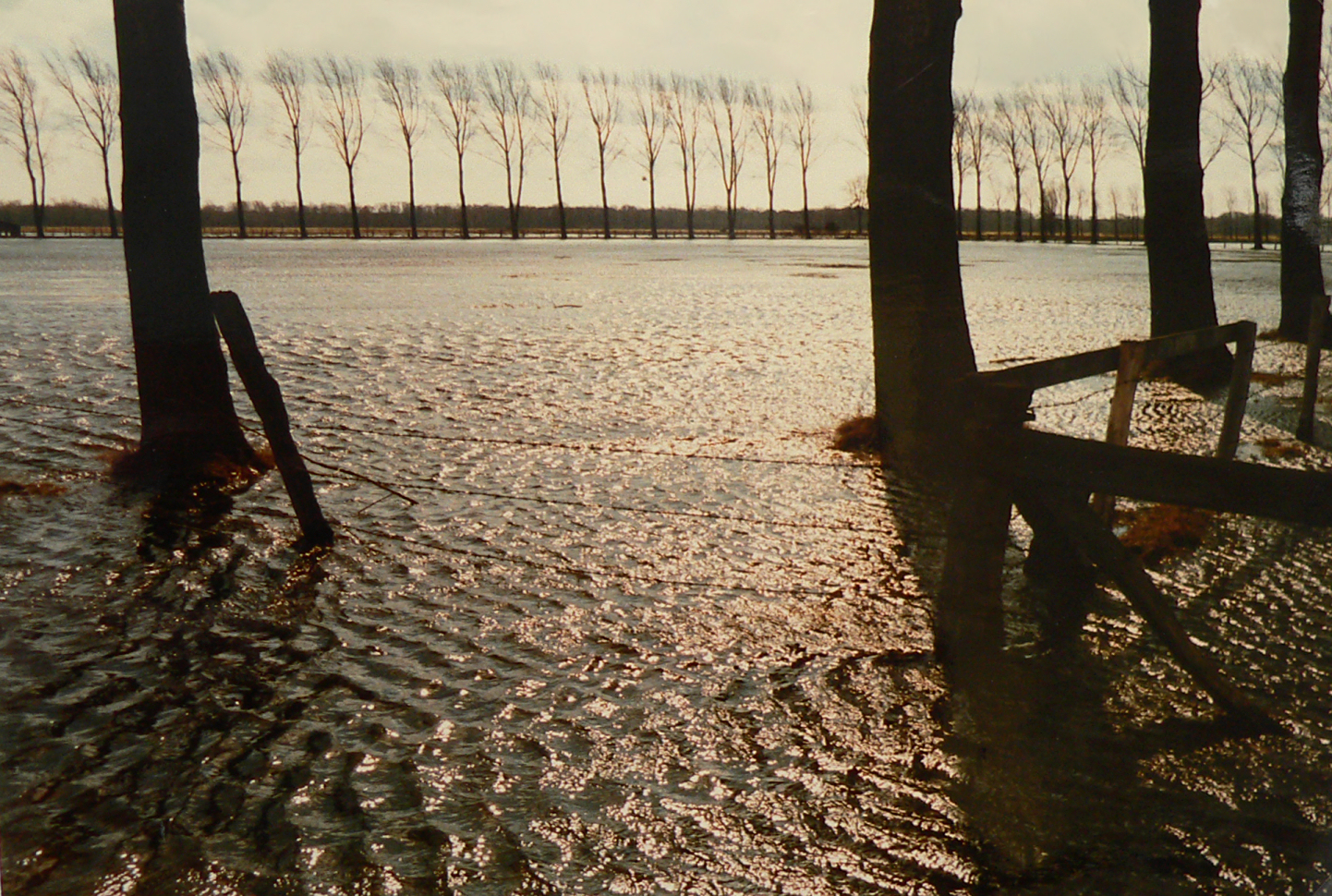
Frühjahrs-Hochwasser 1987 im Drömling, Aller in Höhe der Pappelreihe

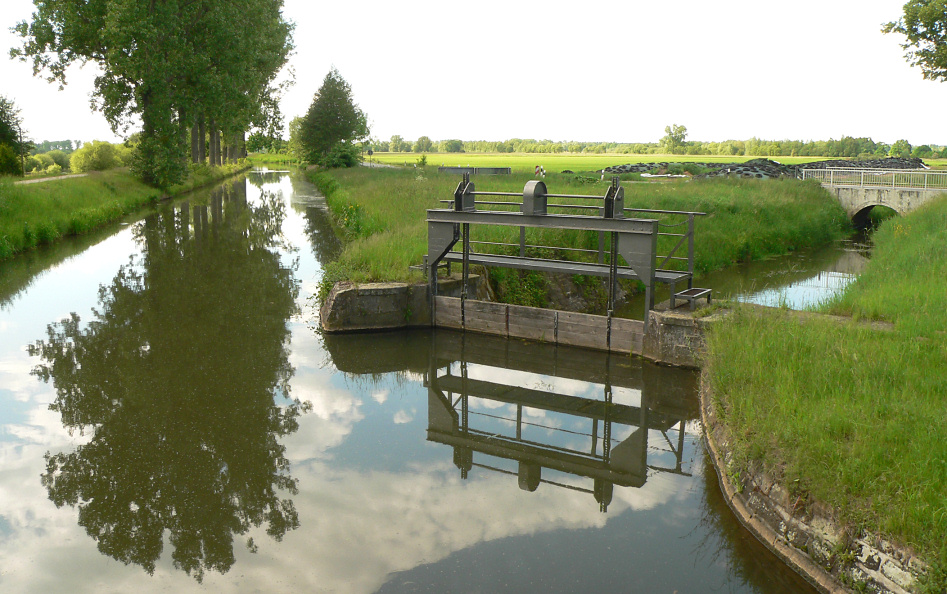
Beginn des „Allerhochwasser-Entlasters II“ (rechts) bei Grafhorst, der über den Allerkanal zur Ohre führt

In früheren Zeiten kam es in der Allerniederung häufig zu Frühjahrsüberschwemmungen, die zudem lange anhielten. Das lag hauptsächlich am geringen Flussgefälle ab dem Eintritt in die eiszeitliche Abflussrinne des Breslau-Magdeburg-Bremer Urstromtals. Große Wassermengen hatte der Fluss nach der Schneeschmelze im Leinebergland und im Harz durch Leine und Oker aufzunehmen. Im Oberlauf füllte die Aller im Frühjahr das flache Sumpfbecken des Drömlings, aus dem sich das Wasser nur langsam zurückzog. Zudem floss die Ohre diffus durch den Drömling. Da die Wasserscheide zwischen Weser und Elbe als Talwasserscheide durch den Drömling führt, konnte es sogar zu einem Wechsel der Fließrichtung kommen, wobei das Wasser der Aller zur Elbe floss. Den zu Preußen gehörigen Ostteil des Drömlings ließ Preußenkönig Friedrich der Große zwischen 1780 und 1796 entwässern und für Kolonisten urbar machen. Dabei entstand der rund 24 km lange Allerkanal aus der Nähe von Grafhorst in den Raum Calvörde, über den Allerwasser zur Ohre abfließen konnte. Ein weiterer Kanal zum Hochwasserschutz war der 1863 fertiggestellte, ebenfalls Allerkanal genannte Wasserlauf, der die Allerniederung bei Gifhorn vor Hochwasser schützte. Durch den Bau des Mittellandkanals in den 1930er Jahren konnte überschüssiges Wasser der Aller abgeführt werden. Das erfolgt seit 1952 bei Grafhorst durch den Aller-Entlaster II, einen 3 km langen Kanal. Trotz dieser Maßnahmen kam es auch im 20. Jahrhundert zu Überschwemmungen im Tal der Aller, die zu Einbußen in der Landwirtschaft führten.

### Heutiger Hochwasserschutz
In den Jahren 1954 bis 1962 kam es an der Aller wiederholt zu Hochwassern; besonders das Julihochwasser 1956 sowie das Junihochwasser 1961 richteten in den Talauen beträchtliche Schäden an. Das war bedingt durch das ungleichmäßige Abflussverhalten des Flusses mit Überschwemmungsflächen zwischen 300 m und 5.000 m Breite im Tal der Aller. 1961 beschloss der Niedersächsische Landtag im Rahmen des Aller-Leine-Oker-Plans eine Hochwasserregulierung durch den Ausbau der Aller und ihrer Nebenflüsse. Sie diente dem Schutz der Siedlungen und der Landwirtschaft, die insbesondere durch die Hochwasser 1956 und 1961 schwere Verluste zu erleiden hatte.
Als Folge des Aller-Leine-Oker-Plans erfolgte in den 1960er Jahren die Allerregulierung, in deren Folge zahlreiche Hochwasserrückhaltebecken und Talsperren sowohl an der Aller als auch an der Leine und ihrer Nebenflüsse errichtet wurden. In den 1970er Jahren wurde ein 15 ha großes Hochwasserrückhaltebecken bei Gifhorn gebaut. Dagegen wurde ein geplantes Rückhaltebecken am Allerknie bei Grafhorst noch 1993 bis 1996 auf Umweltverträglichkeit geprüft. Das geplante 12,5 km² große Becken Fahle Heide westlich von Gifhorn wurde mangels finanzieller Mittel nicht gebaut. Zum Ausbau der Aller gehörte auf langen Strecken eine Neugestaltung des Ufers. Dazu erwarb der Staat von den Flussanliegern Uferflächen von bis zu 12 m Breite. Die Ufer wurden abgeflacht und mit einer Steinschüttung versehen. Auch fanden zum Uferschutz Anpflanzungen von Weiden, Erlen oder Röhricht statt. Im Bereich der Oberaller wurde der Fluss 15 m breit gestaltet, im Bereich der Mittelaller 30 m breit und auf der Unteraller ab der Leinemündung 50 m breit. An der Unteraller bei Rethem (Aller), Westen und Häuslingen entstanden Hochwasserdeiche.
Um 2010 wurde der Allerhochwasser-Entlaster I zwischen Grafhorst und Rühen, der ebenfalls in den Mittellandkanal entwässert, als Teil eines größeren Projekts erweitert, mit dem auch der Grundwasserstand im Drömling im Sinne einer gleichmäßigen Vernässung reguliert wird.

#### Hochwasserschutz Region Celle

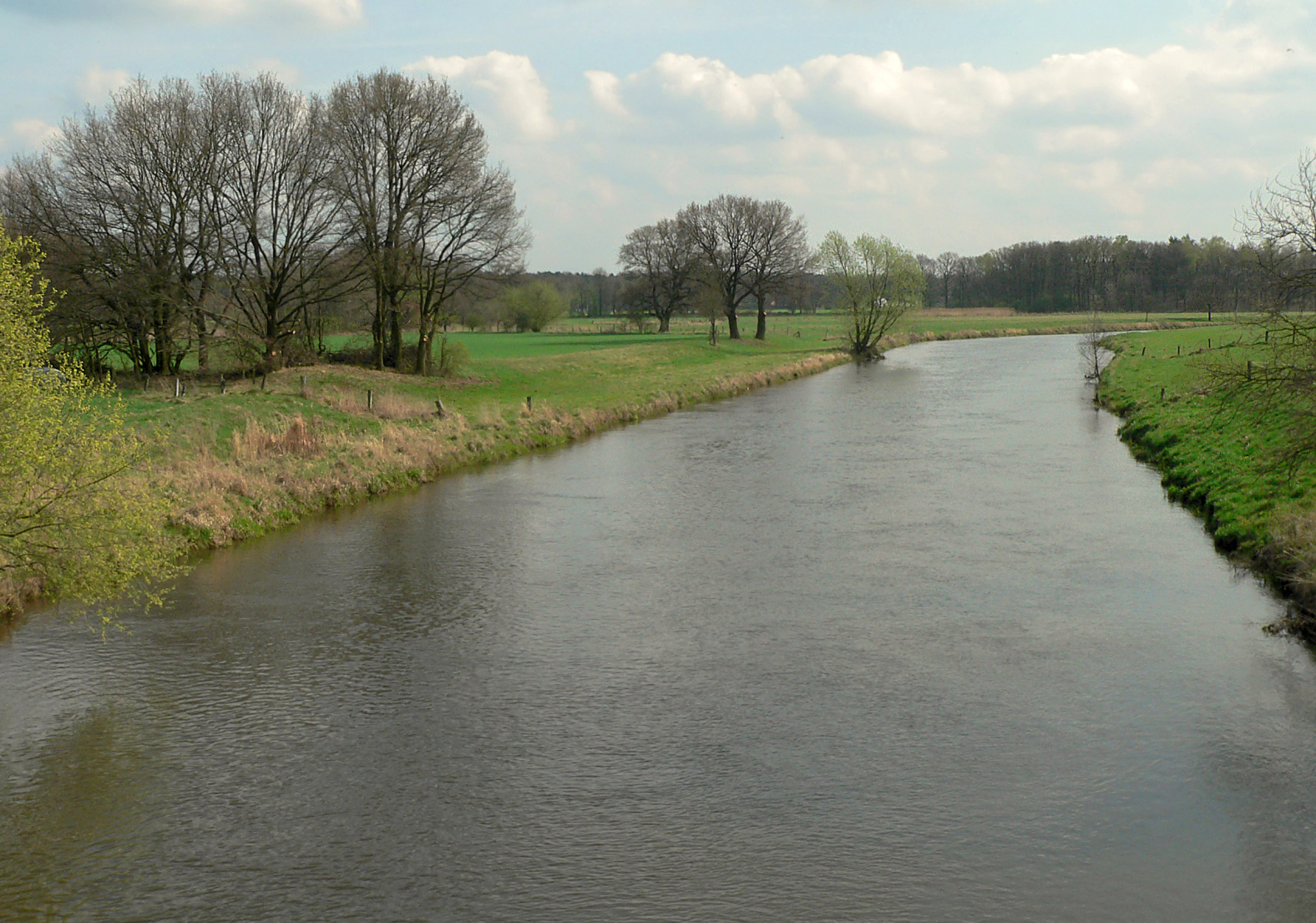
Kanalartig ausgebaute Mittelaller bei Altencelle

Bereits in den 1980er Jahren hat die Stadt Celle einen Rahmenentwurf zum Hochwasserschutz der Region Celle aufgestellt. Hier ist eine Kombination vieler Maßnahmen wie Vorlandabgrabungen und der Bau von Flutmulden und Deichen beschrieben. Am 6. Juni 2005 erhielt die Stadt die Genehmigung zum Start des ersten Abschnitts der Hochwasserschutzprojekte. Im Jahre 2006 wurde mit den Arbeiten begonnen. Bei diesem ersten Bauabschnitt zwischen Boye und der Fuhsemündung (Kosten: rund zwei Millionen Euro) handelt es sich ausschließlich um sogenannte Vorlandabgrabungen, die das Abflussprofil der Aller bei Hochwasser vergrößern sollen. Die Flutmulden haben eine Größe von etwa 15 Hektar. 1½ Meter tief wurden rund 240.000 m³ Boden abgespült. Bereits zwei Jahre später wurde festgestellt, dass sich hierdurch im Fluss Sand ablagert und Untiefen entstehen, so dass erstmals im Mai 2009 die Fahrrinne im Bereich der neuen Hochwasser-Flutmulden freigebaggert werden musste. Jetzt ist vorgesehen, die Flutmulden neu zu gestalten und teilweise wieder rückzubauen, um die Sandablagerungen in Zukunft zu vermindern.

### Passierbarkeit für Fische

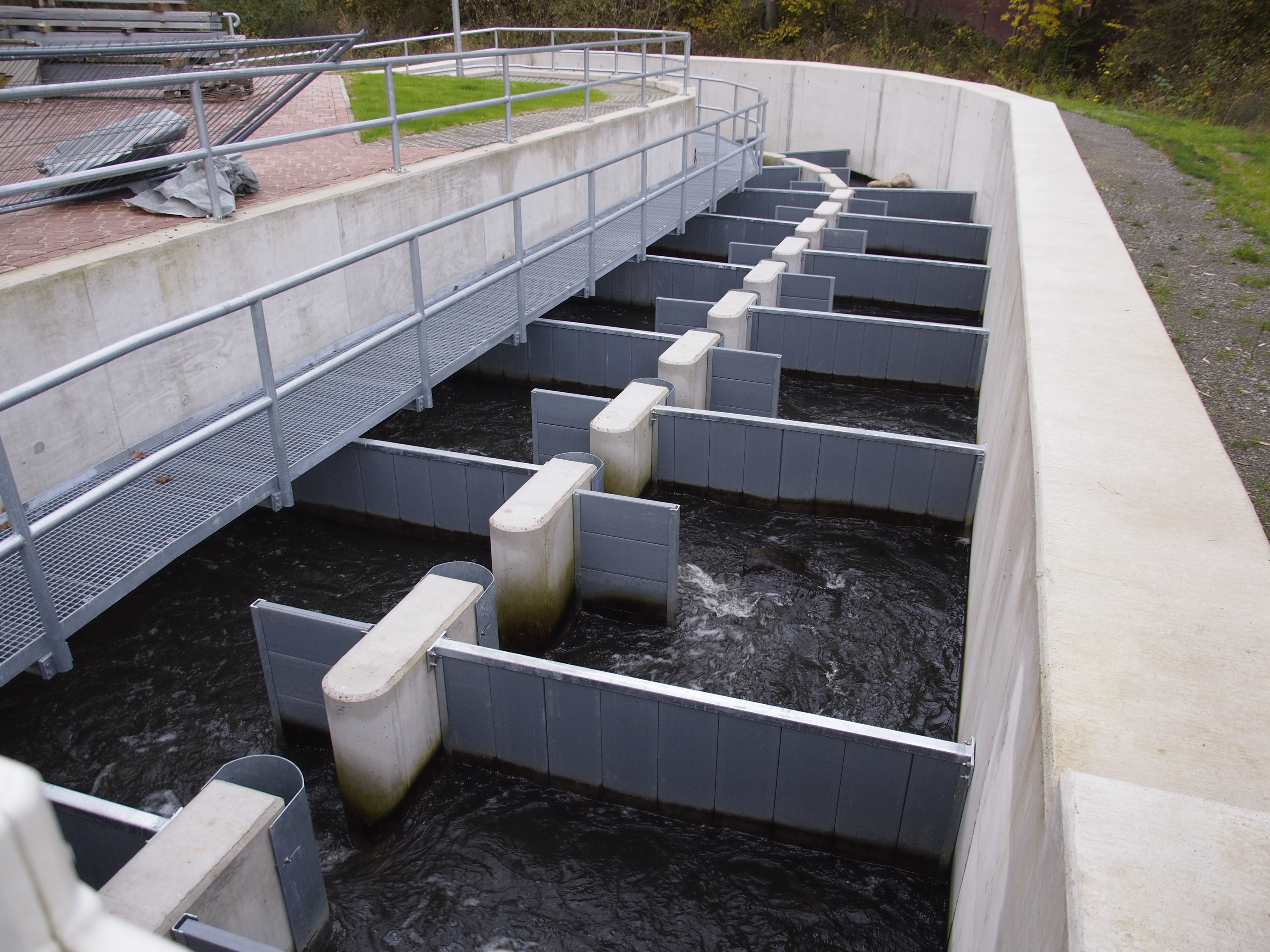
Fischaufstiegsanlage in Celle

Beim Ausbau der Aller in den 1960er Jahren nahm das Gefälle durch den verkürzten Lauf zu. Dabei wurden Sohlabstürze eingebaut, die später zur besseren Passierbarkeit durch Gewässerorganismen in Sohlgleiten umgewandelt wurden. Das Wehr bei Grafhorst, mit dem im Sommer Wasser zur Erhöhung des Grundwasserspiegels gestaut wird, bildet heute dank einer Fischtreppe kein Fischhindernis mehr. Ende 2009 wurde eine neue große Fischwanderhilfe bei Bannetze (Winsen) fertiggestellt. In Celle befindet sich eine Fischaufstiegsanlage von 150 m Länge und 2,30 m Breite und eine Fischabstiegsanlage von etwa 20 m Länge, deren Fertigstellung im August 2012 erfolgte. Die Fischwanderung aus der Nordsee wird aber noch von mehreren Wehren verhindert. Hindernisse befinden sich bei Gifhorn und Müden (Aller). Unüberwindbar ist auch der Düker des Mittellandkanals bei Wendschott. Den Elbe-Seitenkanal bei Osloß unterquert die Aller dagegen freifließend.

## Naturschutz
Zum Aufbau des europaweiten Schutzgebietsnetzes Natura 2000 ist die Aller vom Land Niedersachsen als Fauna-Flora-Habitat (FFH)-Gebiet gemäß Richtlinie 92/43/EWG vorgeschlagen und von der EU 2004 für den Aller-Abschnitt von Wolfsburg bis zur Mündung in die Weser als solches unter der Nummer DE 3021-301 anerkannt worden.
Gemäß § 32 (2) Bundesnaturschutzgesetz sind die FFH-Gebiete zu geschützten Teilen von Natur und Landschaft zu erklären. Dies hätte gemäß Artikel 4 Absatz 4 der FFH-Richtlinie binnen 6 Jahren, also bis Ende 2010 vollzogen sein müssen, ist aber bislang erst höchst unvollständig geschehen.
In den Flussabschnitten zwischen Wolfsburg und dem Elbe-Seitenkanal sowie zwischen Thören und Otersen liegt die Aller in den EU-Vogelschutzgebieten „Barnbruch“ und „Untere Allerniederung“ gemäß EU-Vogelschutz-Richtlinie. Die in Artikel 4 dieser Richtlinie geforderte Erklärung der geeignetsten Gebiete (gemeint sind die EU-Vogelschutzgebiete) zu Schutzgebieten im Sinne des Bundesnaturschutzgesetzes ist also jetzt nach 35 Jahren (2014) noch mehr im Rückstand als die der FFH-Gebiete.

## Schifffahrt

### Geschichte

#### Mittelalter
Im Hochmittelalter wurde die Aller nicht nur bis Celle befahren, sondern mit den damals üblichen kleinen Fahrzeugen bis zur Oker und diese hinauf bis nach Braunschweig. Bezeugt ist dies durch einen Passus im Stadtrecht des Braunschweiger Stadtteils Hagen aus dem Jahre 1227.
Die Flussschifffahrt trug zum wirtschaftlichen Aufstieg von Braunschweig bei, da es Herzog Heinrich dem Löwen gelang, sie in seine Hände zu bekommen. Der Transportweg für Metalle aus dem Harz von Braunschweig zur Nordsee verlief zunächst über die Oker und dann über die Aller und die Weser. Im 14. Jahrhundert war Celle die bedeutendste Kornverladestelle (Getreide) im Gebiet des heutigen Niedersachsen. Um 1500 konnten die Allerschiffe bereits eine Ladung von etwa 60 t tragen. Vor allem die Unteraller zwischen Celle und Verden hatte in früheren Jahrhunderten große wirtschaftliche Bedeutung für den Schiffsverkehr.
Der Schiffsverkehr ließ sich jedoch in den oberen Flussabschnitten nicht jahrhundertelang aufrechterhalten, sondern erforderte vertragliche Absicherung und technische Gewässerunterhaltung. Nach der ersten Blüte im 13. Jahrhundert schlief er Mitte des 14. Jahrhunderts ein, kam aber ab Ende des Jahrhunderts noch einmal für etwa 150 Jahre in Gang.

#### 20. Jahrhundert und Gegenwart
1907 beschloss der Staat Preußen, die Aller von Celle bis zur Leinemündung bei Schwarmstedt auf rund 50 km mit Staustufen auszubauen. In den Jahren 1908 bis 1918 wurde der Fluss durch vier Staustufen in Oldau, Bannetze, Hademstorf und Marklendorf mit Schleusen reguliert und damit für größere Binnenschiffe befahrbar. Den Transport übernahm die bereits 1898 gegründete Celler Schleppschiffahrts-Gesellschaft GmbH in Celle. Von Wietze aus wurde Erdöl der Vacuum Oil Company über Aller und Weser zunächst zur Raffinerie nach Nordenham, ab 1911 nach Oslebshausen (heute zu Bremen gehörig) transportiert. Ebenso wurde Getreide zum Mahlen nach Celle verschifft. Anfang des 20. Jahrhunderts wurde in großen Mengen Kalisalz auf der Aller verfrachtet, das bei Celle ausgebeutet wurde. Von Bedeutung war auch der Transport von Kohlen aus dem Ruhrgebiet nach Oldau und Celle. Die maximal transportierte Gütermenge wurde 1912 mit 125.000 t erreicht. Heute gibt es keine gewerbliche Schifffahrt mehr.

### Heutige Situation
Heute ist die Unteraller von der Mündung in die Weser (bei km 326,40) bis Celle auf 112,1 km schiffbare Bundeswasserstraße Zuständig für ihre Verwaltung ist das Wasserstraßen- und Schifffahrtsamt Weser. Für die Aller von Celle (km 0,25) bis Hülsen (km 94,1) ist der Außenbezirk Oldau zuständig, für den Bereich von Hülsen bis zur Mündung in die Weser bei Verden-Eissel (km 117,16) der Außenbezirk Verden.
Seit Mitte der 1960er Jahre findet oberhalb von Verden auf den letzten Flusskilometern nur noch Fahrgast- und Sportbootschifffahrt statt.

### Schiffsgrößen
- Mündung–Verden: Wasserstraßenklasse III (Länge × Breite: 67 m × 9,50 m)
- Verden–Celle: Wasserstraßenklasse II (Länge × Breite: 58 m × 9,50 m)
- Oberhalb Celle: nicht mehr schiffbar

### Schleusen

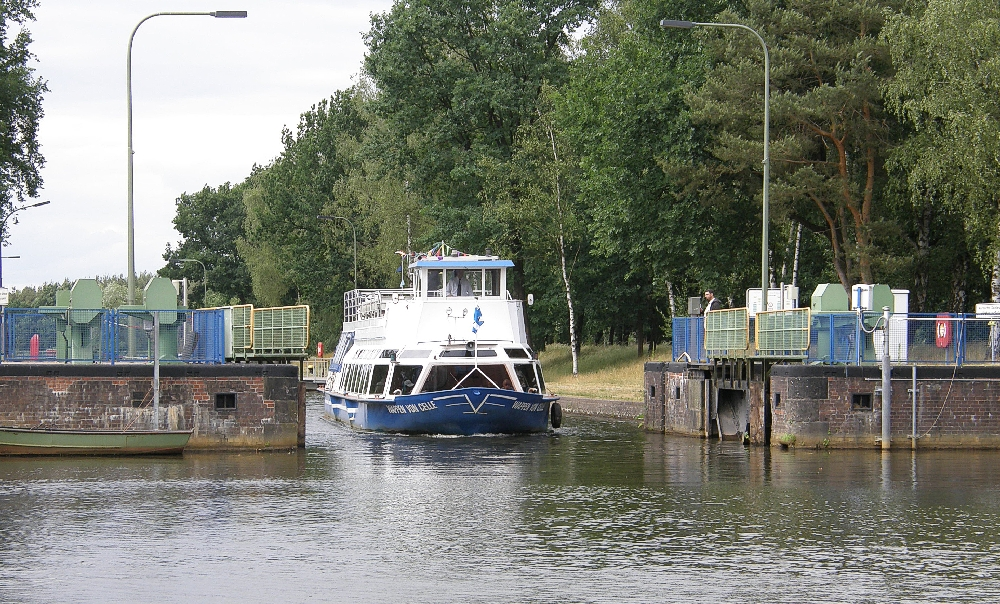
Schleuse Oldau

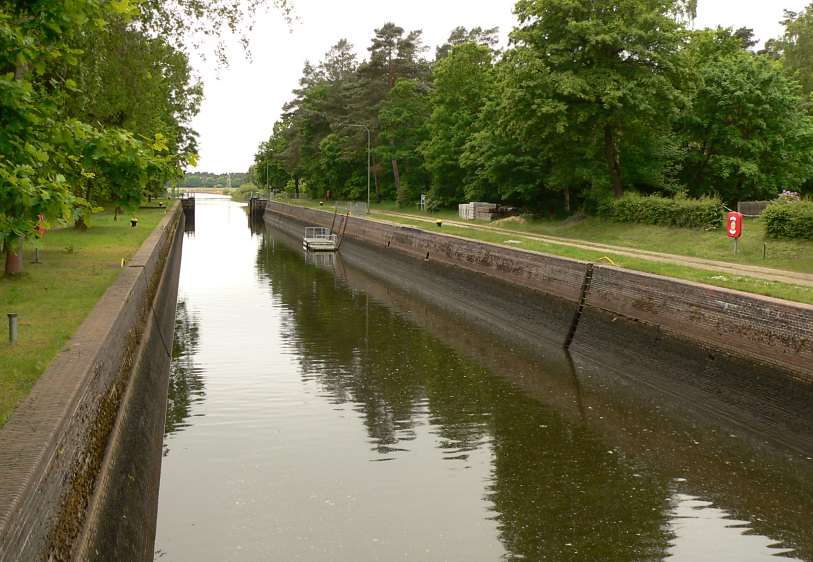
Schleusenkammer Bannetze

| Ort         | Lage    | Nutzlänge | Nutzbreite | Fallhöhe | Baujahr |
| ----------- | ------- | --------- | ---------- | -------- | ------- |
| Oldau       | km 14,7 | 159 m     | 10 m       | 3,21 m   | 1908–10 |
| Bannetze    | km 26,7 | 159 m     | 10 m       | 2,40 m   | 1909–12 |
| Marklendorf | km 38,3 | 159 m     | 10 m       | 3,22 m   | 1914    |
| Hademstorf  | km 49,8 | 159 m     | 10 m       | 1,23 m   | 1914–18 |

### Flößerei
Flößerei wurde auf der Aller vermutlich bereits ab dem 14. Jahrhundert betrieben. Das dabei transportierte Holz diente als Bauholz und Brennholz. Ein frühes Zentrum der Flößerei und des Holzhandels war die fürstliche Residenzstadt Celle. Zunächst ließ sich der Adel so Brennholz zum Beheizen des Celler Schlosses und anderer fürstlicher Gebäude heranschaffen. Das Holz wurde in herrschaftlichen Wäldern eingeschlagen. Per Floß war der Transport etwa zehnmal effektiver als mittels Pferdefuhrwerk.
Eine größere Flößaktion auf der Aller fand 1680 statt, als eine große Menge Bauholz zur Weser bis an die Wesermündung geflößt wurde. Das Holz stammte aus der südlichen Lüneburger Heide und diente dem Bau von rund 100 Häusern in der schwedischen Festung Carlsburg am heutigen Standort von Bremerhaven.
Holz wurde ab dem 17. Jahrhundert auch auf Nebenflüssen der Aller nach Celle geflößt, wie auf Ise und Örtze. In Celle wurde das Holz an einem Nadelwehr an Land geholt und auf einem Holzplatz gelagert. Flöße gingen auch an Celle vorbei zur Weser nach Bremen. Nach dem Tod von Herzog Georg Wilhelm 1705 ging durch die Verlegung der Hofhaltung nach Hannover die Holzflößerei nach Celle zurück. Danach übernahmen Floßhändler das Geschäft. Auf der Unteraller blühte die Flößerei Ende des 19. Jahrhunderts während der Gründerjahre erneut auf. Es gab eine große Holznachfrage in Bremen, Bremerhaven sowie in den Wesermarschen, wo Holz dem Gebäude- und dem Schiffbau diente. In den Jahren um 1895 gingen jährlich etwa 8.000 Festmeter in Richtung Weser. Nach dem Ersten Weltkrieg kam die Flößerei auf der Aller zum Erliegen.

## Wasserkraft

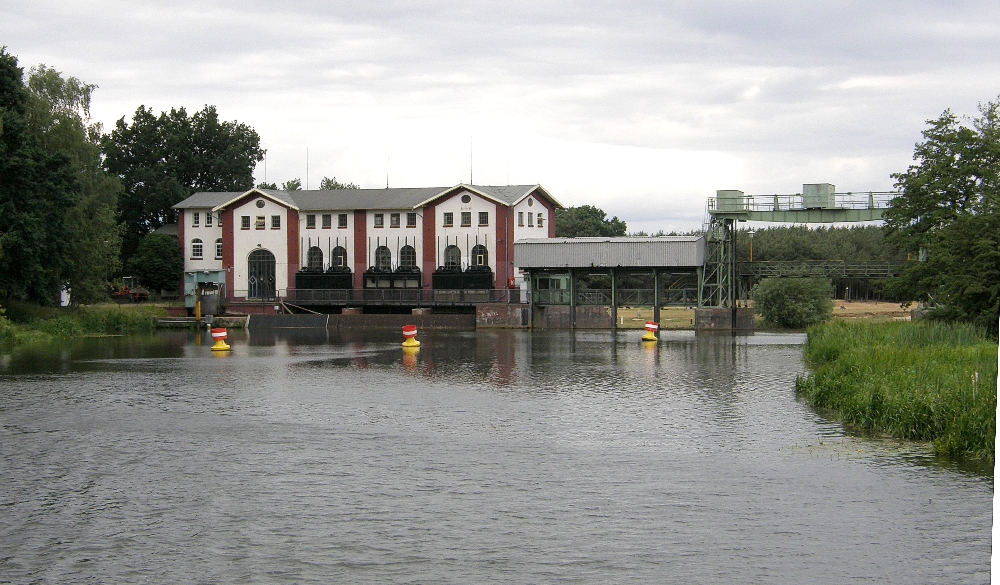
Wasserkraftwerk Oldau

Beim Ausbau der Aller zwischen Celle und der Leinemündung bei Schwarmstedt von 1908 bis 1918 wurden an zwei der vier neuen Staustufen (in Oldau und in Marklendorf) Wasserkraftwerke eingerichtet. Sie dienten der Elektrifizierung der Südheide. Das Kraftwerk Oldau mit drei Francis-Turbinen wurde 1911 in Betrieb genommen und kam 1929 an die PreussenElektra. 1972 wurden die Kraftwerke wegen Unrentabilität stillgelegt. Während die Bauten in Marklendorf abgerissen wurden, wurde das Kraftwerk in Oldau 1974 zum Technischen Denkmal erklärt. Nach einer Modernisierung wurde es 1983 reaktiviert, ist aber weitgehend in seinem ursprünglichen Zustand erhalten geblieben. Der Generator erzeugt 6.000 Volt Drehstrom, die Gesamtnennleistung beträgt 650 kW. Das Oldauer Wasserkraftwerk liefert im Jahr 2,5 Millionen kWh Strom in das Netz.